# Cursa d'obstacles (atletisme)
La cursa d'obstacles és una disciplina atlètica que consisteix en una carrera de mitjana distància amb obstacles. El seu nom prové de la cursa d'obstacles de cavalls. D'entre les diferents distàncies, la més destacada és la cursa de 3.000 metres. La cursa de 2.000 metres és la següent distància més comuna. Als Jocs Olímpics de 1900 es van fer una cursa de 2.500 metres obstacles i una de 4.000 metres, i als del 1904 se'n va fer una de 2.590 metres. Un error de puntuació de la volta va provocar que els Jocs Olímpics de 1932 tinguessin una distància d'aproximadament 3.460 metres. De tant en tant, s'utilitza una cursa de 1.000 metres en atletisme juvenil.

## Història

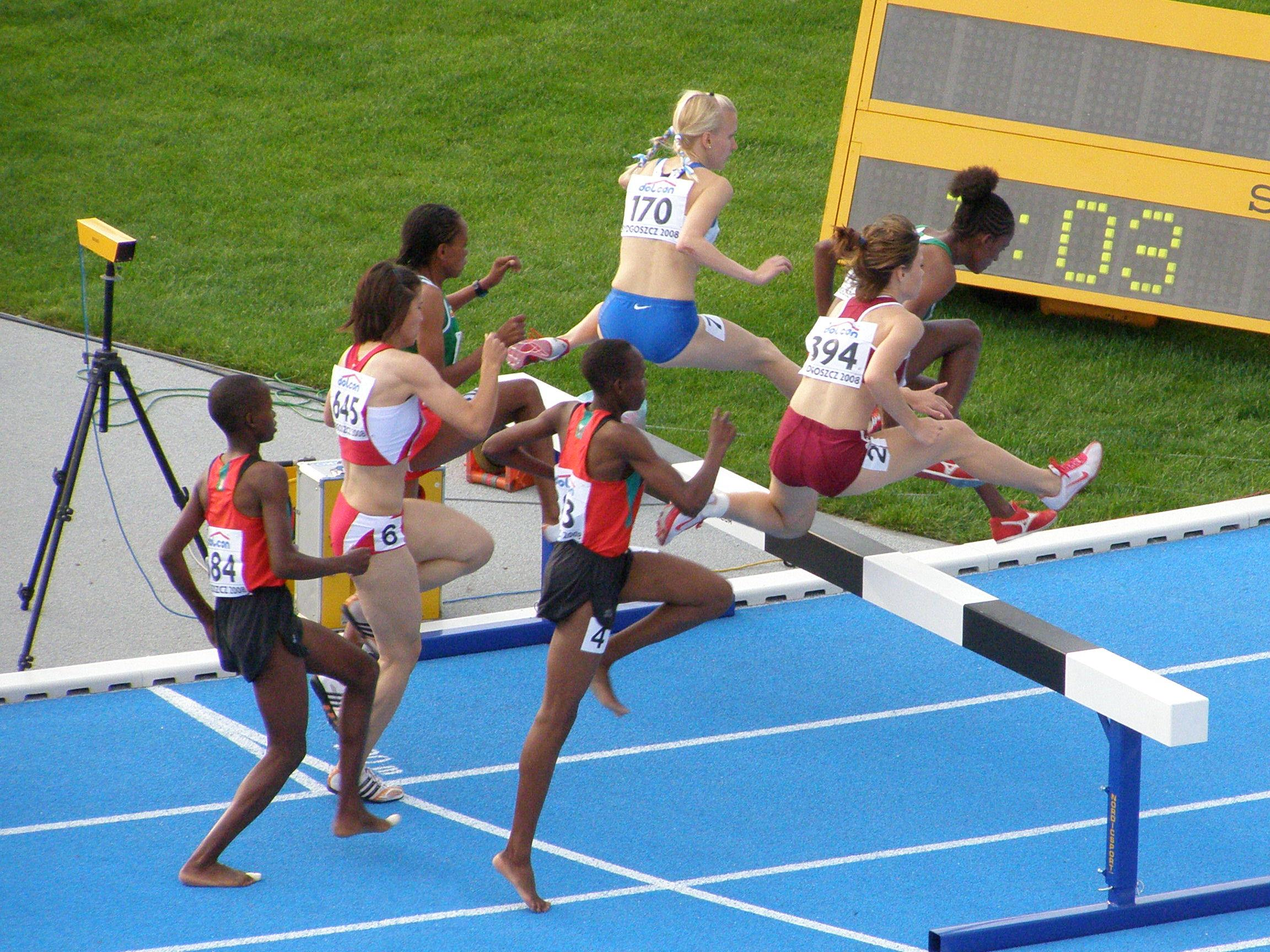
Cursa d'obstacles femenina al Campionat Juvenil de Bydgoszcz del 2008.

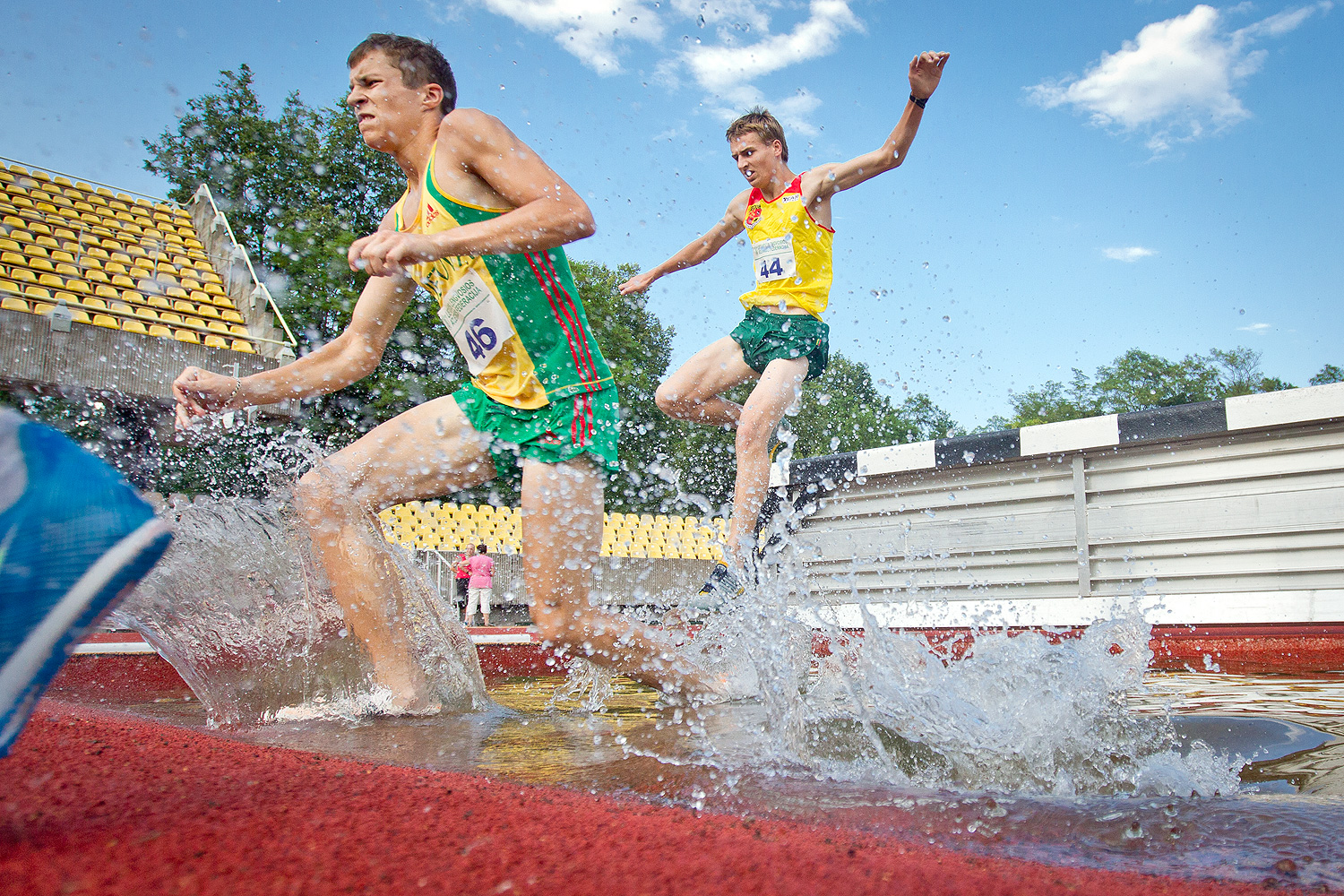
Cursa d'obstacles als Campionats Lituans d'Atletisme del 2014

Tenen el seu origen a Irlanda, on cavalls i genets feien una cursa d'una població a l'altra prenent com a punt de referència els campanars de les esglésies per la seva visibilitat a llargues distàncies. Al llarg del camí, els corredors havien de saltar inevitablement rierols i parets baixes de pedra que separaven les finques.
En l'atletisme modern la competició s'origina en una cursa de camp a través de tres milles (3,2 km) que formava part dels esports de la Universitat d'Oxford l'any 1860, de la mateixa manera que succeeix en moltes disciplines actuals de l'atletisme (en què es van fundar molts dels esdeveniments d'atletisme moderns). El 1865 es va substituir per una cursa amb tanques en un terreny pla, que es va convertir en la cursa d'obstacles moderna.
Ha estat un esdeveniment olímpic des dels inicis dels Jocs Olímpics moderns, tot i que amb longituds diferents. Des dels Jocs Olímpics d'Estiu de 1968, la cursa d'obstacles dels Jocs Olímpics ha estat dominada per atletes kenyans, especialment des del 1984.
La cursa d'obstacles femenina té una longitud de 3.000 metres però les tanques són més baixes que per als homes. Abans d'establir el format de cursa actual es va experimentar una distància de 2.000 metres, amb un salt d'aigua més curt, que es va córrer per primera vegada al Campionat del Món d'atletisme de 2005, a Hèlsinki. La distància de 3.000 metres va aparèixer per primera vegada als Jocs Olímpics d'Estiu de 2008, a Pequín.
Altres divisions, incloses l'atletisme màster i l'atletisme juvenil, recorren distàncies de 2.000 metres. El format d'una carrera de 2.000 metres de pista elimina els dos primers obstacles de la primera volta.
A la cursa d'obstacles dels Jocs Olímpics d'Estiu de 1932 es van córrer aproximadament 3.460 metres, a causa d'un error de puntuació de la volta.

## Format
El reglament defineix la cursa d'obstacles com una carrera de 3.000 metres amb 28 tanques fixes i set salts d'aigua. Una cursa de 2.000 metres té 18 tanques i cinc salts d'aigua. Atès que el salt d'aigua mai no és ovalat, el recorregut de la cursa d'obstacles mai no és una volta perfecta de 400 metres. En lloc d'això, el salt d'aigua o rial es col·loca dins d'una de les corbes de la pista, escurçant la volta, o bé a fora, allargant-la. La línia de sortida es mou des de les zones de sortida convencionals per tal de compensar la diferent longitud de la volta. Quan el salt d'aigua és a l'interior, la línia de sortida de 3.000 metres es col·loca a la part posterior (en relació amb l'arribada de la cursa de cursa) i quan el salt d'aigua és a l'exterior, la línia de sortida se situa al tram de casa. La línia de sortida de la cursa de 2.000 metres inverteix aquest patró i usa una compensació de 5/7.

Mesures de l'obstacle.